# Callionymus pleurostictus
Callionymus pleurostictus es una especie de peces de la familia Callionymidae en el orden de los Perciformes.

## Distribución geográfica
Se encuentra desde las Islas Ryukyu hasta el norte de Australia.